# Камалоглу, Эльвира
Эльвира Сулейман Камалоглу (тур. Elvira Süleyman Kamaloğlu; род. 1 января 2001, Украина) — турецкая спортсменка, борец вольного стиля. Серебряный призёр чемпионата Европы 2025 года. Призёр Игр исламской солидарности.

## Спортивная карьера
В 2021 году Эльвира завоевала бронзовую медаль в весовой категории до 57 кг среди женщин на чемпионате мира по борьбе среди юниоров в России. На исламских играх солидарности стала бронзовым призёром в весовой категории до 57 кг. В 2022 году в Пловдиве стала чемпионкой Европы среди спортсменов не достигших 23-х лет.
В поединке за третье место на чемпионате Европы по борьбе 2022 года Камалоглу уступила венгерской спортсменке Тамаре Доллак.
Турецкая спортсменка участвовала в Олимпийском квалификационном турнире по борьбе 2024 года в Баку. Выбыла во втором поединке и не прошла отбор на Олимпиаду.
В апреле 2025 года на чемпионате Европы в Братиславе в весовой категории до 57 кг завоевала серебряную медаль. В финальной схватке уступила сопернице из России Ольге Хорошавцевой.